# Bataille de Lake Providence
Guerre de Sécession
Batailles
Opérations contre Vicksburg
- Coffeeville
- Torpillage de l'USS Cairo
- Raid de Holly Springs
- Chickasaw Bayou
- Arkansas Post
- Yazoo Pass
- Steele's Bayou
- Raid de Grierson
- Newton's Station

- Grand Gulf
- Snyder's Bluff
- Port Gibson
- Raymond
- Jackson
- Champion Hill
- Big Black River Bridge
- Milliken's Bend
- Young's Point
- Lake Providence
- Richmond
- Goodrich's Landing
- Helena
- Vicksburg
- Expédition de Jackson

La bataille de Lake Providence s'est déroulée à Lake Providence, Louisiane le 9 juin 1863, pendant le siège de Vicksburg lors de la guerre de Sécession. La bataille devait se faire de concert avec les attaques confédérées contre les dépôts de l'Union à Young's Point et Milliken's Bend le 7 juin 1863. Cependant, le commandant confédéré, le lieutenant colonel Frank Bartlett prend 48 heures de retard par rapport à la planification, mais se lance toujours contre la garnison fédérale. Les forces de l'Union sont commandées par le brigadier général Hugh T. Reid (en) et sont largement en supériorité numérique face à Bartlett. La brigade de Reid est une unité mixte, composée de soldats blancs et des United States Colored Troops. Bartlett forme une ligne de bataille soutenue par l'artillerie et attaque. Les tireurs d'élite de Reid chassent l'artillerie et une brève escarmouche s'ensuit. Les confédérés se retirent avec deux hommes tués et quatre blessés. Le fédéraux comptabilisent un blessé.
Les trois attaques confédérées contre des dépôts fédéraux en Louisiane sont des échecs et l'étreinte de l'Union sur Vicksburg continue à se resserrer.